# Мисси Стоун
Мисси Стоун (англ. Missy Stone, настоящее имя Мишель Линн Холл (англ. Michelle Lynn Hall); род. 26 ноября 1987) — американская порноактриса.

## Биография
Стоун родилась в Техасе, детство провела в Мэриленде. У неё немецкое, черокское и мохавское происхождение. В порноиндустрию пришла в 2007 году, в возрасте 20 лет.
Стоун также снимается для вебсайтовых видео. Её интересы представляет Lisa Ann’s Talent Management.
Мисси Стоун на 2019 год снялась в 213 порнофильмах.

## Премии и номинации
- 2009 номинация на AVN Award — Best Anal Sex Scene — Missy-Behavin'[7]
- 2009 номинация на AVN Award в категории лучшая новая старлетка[7]
- 2009 номинация на XBIZ Award — Новая старлетка года[8]
- 2010 номинация на AVN Award — Самая недооценённая старлетка года[9]
- 2010 номинация на XRCO Award — Unsung Siren[10]
- 2011 номинация на AVN Award — Best All-Girl Group Sex Scene — Girlvana 5 (вместе с Бриджит Би, Велисити Вон, Чарли Чейз, Кортни Каммз, Джейден Джеймс, Джулия Энн, Kirra Lynne, Бринн Тайлер, Моник Александр, Никки Роудс, Raylene, Сара Ванделла, София Санти, Мэделин Мэри)[11]